# Mattias Nilsson
Lars Johan Mattias Nilsson (Östersund, 19 febbraio 1982) è un ex sciatore nordico svedese attivo sia nello sci di fondo sia nel biathlon, specialità nella quale colse i migliori risultati.
È fratello di Anna Maria, a sua volta biatleta di alto livello.

## Biografia

### Carriera nello sci di fondo
Nel fondo fu attivo principalmente a inizio carriera, quando prese parte a due edizioni dei Campionati mondiali juniores, e al termine della sua attività agonistica, quando partecipò a due tappe della Marathon Cup (26º nella Vasaloppet 2011 il miglior piazzamento).

### Carriera nel biathlon
In Coppa del Mondo esordì il 7 dicembre 2002 a Östersund (13°), ottenne il primo podio il 6 dicembre 2003 a Kontiolahti (3°) e la prima vittoria il 6 gennaio 2005 a Oberhof.
In carriera prese parte a due edizioni dei Giochi olimpici invernali, Torino 2006 (7° nella sprint, 20° nell'inseguimento, 14° nella partenza in linea, 44° nell'individuale, 4° nella staffetta) e Vancouver 2010 (34° nell'individuale, 4° nella staffetta), e a otto dei Campionati mondiali (6° nella staffetta a Oberhof 2004, nella sprint ad Anterselva 2007 e nella staffetta a Östersund 2008 i migliori piazzamenti).

## Palmarès

### Biathlon

#### Mondiali juniores
- 1 medaglia:
  - 1 oro (sprint a Val Ridanna 2002)

#### Coppa del Mondo
- Miglior piazzamento in classifica generale: 22º nel 2008
- 6 podi (2 individuali, 4 a squadre):
  - 2 vittorie (a squadre)
  - 1 secondo posto (a squadre)
  - 3 terzi posti (2 individuali, 1 a squadre)

##### Coppa del Mondo - vittorie
| Data           | Località           | Nazione  | Spec.                                                         |
| -------------- | ------------------ | -------- | ------------------------------------------------------------- |
| 6 gennaio 2005 | Oberhof            | Germania | RL (con David Ekholm, Björn Ferry e Carl Johan Bergman)       |
| 15 marzo 2009  | Vancouver Whistler | Canada   | RL (con David Ekholm, Fredrik Lindström e Carl Johan Bergman) |

Legenda:

RL = staffetta

### Sci di fondo

#### Marathon Cup
- Miglior piazzamento in classifica generale: 126º nel 2011